# Zygmunt Zygmuntowicz
Zygmunt Marian Zygmuntowicz ps. „Ostersetzer” (ur. 28 listopada 1881 w Jeziernej, zm. 15 marca 1942 w Auschwitz-Birkenau) – podpułkownik łączności Wojska Polskiego, redaktor, publicysta.

## Życiorys
Zygmunt Marian Zygmuntowicz urodził się 28 listopada 1881 w Jeziernej. Był synem Józefa i Gabrieli z domu Rozmaryn. W 1903 r. zdał egzamin maturalny i został absolwentem gimnazjum w Złoczowie. Został c. k. urzędnikiem pocztowym. Od 1905 do 1914 był członkiem zarządu koła Towarzystwa Szkoły Ludowej im. Tadeusza Kościuszki. Działał w Stronnictwie Ludowym. Był współpracownikiem czasopism „Kurier Lwowski”, „Gazeta Ludowa”, „Wiek Nowy”. Był członkiem Związku Strzeleckiego od 1912, w strukturach którego odbył kurs podoficerski. Został poborcą w ramach Polskiego Skarbu Wojskowego.
Po wybuchu I wojny światowej wstąpił do Legionów Polskich. W sierpniu 1914 mobilizował oddziały strzeleckie we Lwowie i wszedł w szeregi batalionu uzupełniającego Andrzeja Galicy. Został mianowany chorążym 4 listopada 1914. Od połowy tego miesiąca służył w Departamencie Wojskowym Naczelnego Komitetu Narodowego (DW NKN). Organizował legionową pocztę polową. Od połowy 1915 był przydzielony do oddziału telegraficznego Komendy Legionów Polskich, następnie do 4 pułku piechoty w składzie III Brygady i w jego szeregach brał udział w walkach. Od listopada do grudnia 1915 pełnił funkcję komendanta Stacji Zbornej i Placu Legionów w Kowlu. Od 1916 pracował ponownie jako urzędnik we Lwowie. Od 1917 do 1917 był członkiem komendy okręgu Polskiej Organizacji Wojskowej.
U kresu wojny brał udział w rozpoczętej obronie Lwowa w trakcie wojny polsko-ukraińskiej w stopniu porucznika. 31 października 1918 stanął na czele grupy obsadzającej pocztę główną. Następnie walczył w Odcinku IV załogi szkoły im. Henryka Sienkiewicza. Odniósł rany w walkach 3 na 4 listopada 1918. Później służył w szeregach II batalionu 2 pułku Strzelców Lwowskich. Po odzyskaniu przez Polskę niepodległości został przyjęty do Wojska Polskiego. Był oficerem łączności dowództwa Armii „Wschód” i 6 Armii. Brał udział w wojnie polsko-bolszewickiej. Został awansowany na stopień majora łączności piechoty ze starszeństwem z dniem 1 czerwca 1919, a następnie na podpułkownika łączności piechoty ze starszeństwem z dniem 1 lipca 1923. W latach 1923–1924 był szefem Szefostwa Łączności Dowództwa Okręgu Korpusu Nr VI we Lwowie, pozostając oficerem nadetatowym 2 pułku łączności w Jarosławiu. W czerwcu 1924 został przydzielony do 2 pułku łączności na stanowisko zastępcy dowódcy pułku. W grudniu tego roku został zwolniony ze stanowiska zastępcy dowódcy pułku. Z dniem 30 czerwca 1926 został przeniesiony w stan spoczynku. Jako emerytowany oficer w 1928 zamieszkiwał we Lwowie.

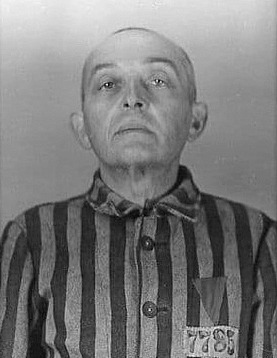
Zygmunt Zygmuntowicz w KL Auschwitz

Był członkiem zarządu koła 4 p.p. LP. Był kierownikiem sekcji oświatowej i członkiem zarządu Lwowskiego Oddziału Związku Legionistów Polskich. Był przewodniczącym koła TSL im. Marszałka Józefa Piłsudskiego. Zasiadł w zarządzie wydziału wojewódzkiego we Lwowie Polskiego Towarzystwa Opieki nad Grobami Bohaterów. Był wiceprezesem zarządu Towarzystwa Chórów i Teatrów Włościańskich. Pełnił funkcję wydawcy i redaktora pisma „Panteon Polski” od 1924 do 1931. Współpracował z periodykiem „Naród i Wojsko”. Był autorem publikacji dotyczących m.in. Jurka Bitschana, Józefa Piłsudskiego, Tadeusza Żulińskiego, Agatona Gillera. W 1932 wygłaszał prelekcje na antenie Polskiego Radia Lwów: pt. Mobilizacja Strzelców i drużyn strzeleckich w sierpniu 1914 r. i pt. Matka Komendanta.
Od 18 sierpnia 1921 był żonaty z Marią z domu Moldovani. We Lwowie zamieszkiwał przy ul. Jana Kochanowskiego 21. Podczas II wojny światowej został aresztowany przez Niemców i osadzony w niemieckim obozie koncentracyjnym Auschwitz-Birkenau 19 grudnia 1940. Otrzymał tam numer obozowy 7785. Poniósł śmierć 15 marca 1942 w KL Auschwitz.

## Publikacje
- Józef Piłsudski, krótki życiorys (1917, 1920)[1]
- Z historii gołębia pocztowego jako środka łączności (1924)
- Józef Piłsudski (1925, współautor: St. Konopka)[1]
- Stanisław Król Kaszubski (1927)[1]
- Obrona Lwowa w: Dziesięciolecie Polski Odrodzonej. Księga pamiątkowa 1918-1928 (1928)[21]
- Józef Piłsudski o sobie. Z pism, rozkazów i przemówień komendanta (1929)
- W 66 rocznicę powstania styczniowego 1863-1929. Weteranom lwowskim w hołdzie (1929)
- Józef Piłsudski o sobie (1929)[1]
- Józef Piłsudski. Kronika biograficzna (1931)[1]
- Zbrodnia Austriaków (1933/1934)
- Józef Piłsudski we Lwowie (1934)
- Komendant podziemnej Warszawy (1936)
- Agaton Giller w świetle akt państw zaborczych. W 50 rocznicę śmierci (1937)
- Giller Agaton w świetle akt zaborczych (1937)
- Żydzi Bojownicy o Niepodległość Polski (1938)[22]

## Ordery i odznaczenia
- Krzyż Niepodległości (4 listopada 1933, za pracę w dziele odzyskania niepodległości)[23]
- Krzyż Walecznych (przed 1923)[24][2]
- Złoty Krzyż Zasługi (1937)[25]
- Medal Pamiątkowy za Wojnę 1918–1921[1]
- Medal Dziesięciolecia Odzyskanej Niepodległości[1]
- Odznaka pamiątkowa IV Odcinka „Obrony Lwowa”[26]